# Silvijo Petriško
Silvijo Petriško (ur. 20 listopada 1979 w Zagrzebiu) – chorwacki wioślarz, zdobywca brązowego medalu Igrzysk Olimpijskich w Sydney.

## Osiągnięcia
- Mistrzostwa świata – Tampere 1995 – dwójka ze sternikiem – 8. miejsce[2].
- Mistrzostwa świata juniorów – Glasgow 1996 – czwórka ze sternikiem – 12. miejsce[2].
- Mistrzostwa świata juniorów – Hazewinkel 1997 – dwójka ze sternikiem – 1. miejsce[2].
- Mistrzostwa Świata – Aiguebelette 1997 – czwórka ze sternikiem – 5. miejsce[2].
- Igrzyska olimpijskie – Sydney 2000 – ósemka – 3. miejsce[2].
- Mistrzostwa świata – Lucerna 2001 – ósemka – 2. miejsce[2].
- Mistrzostwa świata – Sewilla 2002 – ósemka – 4. miejsce[2].
- Mistrzostwa świata – Mediolan 2003 – ósemka – 9. miejsce[2].
- Mistrzostwa świata – Gifu 2005 – ósemka – 11. miejsce[2].
- Mistrzostwa świata – Eton 2006 – ósemka – 15. miejsce[2].
- Mistrzostwa Europy – Ateny 2008 – ósemka – 5. miejsce[2].
- Mistrzostwa świata – Bled 2011 – dwójka ze sternikiem – 5. miejsce[2].